# Mouřínov
Mouřínov (en allemand : Morein, auparavant Morrein) est une commune du district de Vyškov, dans la région de Moravie-du-Sud, en République tchèque. Sa population s'élevait à 465 habitants en 2020.

## Géographie
Mouřínov se trouve à 18 km au sud de Vyškov, à 29 km à l'est-sud-est de Brno et à 212 km au sud-est de Prague.
La commune est limitée par Bučovice au nord et à l'est, par Ždánice au sud-est, par Archlebov et Žarošice au sud, et par Heršpice et Rašovice à l'ouest.

## Histoire
La première mention écrite de la localité remonte à 1381.